# Piesendorf
Piesendorf est une commune autrichienne du district de Zell am See dans l'État de Salzbourg.